# Aimé de Clermont-Tonnerre
Gaspard Louis Aimé de Clermont-Tonnerre, 6e duc de Clermont-Tonnerre, est un officier et un aristocrate français, né à Paris le 15 mars 1812, décédé à Paris 7e le 19 juillet 1889.

## Biographie
Issu de la Maison de Clermont-Tonnerre, Aimé de Clermont-Tonnerre est le fils d'Aimé Gaspard de Clermont-Tonnerre, 5e duc de Clermont-Tonnerre, lieutenant-général, Pair de France, ministre de la Marine, puis de la Guerre, grand officier de la Légion d'honneur, commandeur de l'ordre royal et militaire de Saint-Louis, et de son épouse, Charlotte Mélanie de Carvoisin d'Achy.
Il entre en 1832 à l'école Polytechnique, en sort en 1834 pour devenir lieutenant d'Artillerie, mais démissionne la même année, ne souhaitant pas servir la Monarchie de Juillet. et, en même temps, pour se marier.
En 1845, il rachète, conjointement avec son beau-père, le marquis de Clermont-Montoison, le château d'Ancy le Franc, dans l'ancien comté de Tonnerre, en Bourgogne. Il sauve ainsi cette demeure, qui fut la propriété de sa famille jusqu'en 1683, de la démolition dont elle était menacée, puis la restaure, ainsi que son parc.
il créée une école maternelle à Ancy le Franc, fait reconstruire le chœur de l'église paroissiale, contribue à l'ouverture, à Tonnerre, d'une école libre de garçons.
A la mort de son père, en 1865, il devient le 6e duc de Clermont-Tonnerre et hérite du château de Glisolles, en Normandie, où il habite le plus souvent.
Il est élu maire de Glisolles et conseiller-général du canton de Conches en Ouche, durant 35 ans. Il fut vice-président du conseil-général de l'Eure.
Il était inspecteur de l'Association normande et fut en 1876 président de la Société libre d'agriculture, sciences, arts et belles-lettres de l'Eure.

### Distinction
- chevalier de la Légion d'honneur

### Mariage et descendance
Il se maria deux fois :
1. le 14 novembre 1834 avec Philiberte Antoinette Cécile de Clermont-Montoison (Paris, 1814 - Ancy le Franc, 5 décembre 1847), unique enfant d'Anne Charles, marquis de Clermont-Montoison, maréchal de camp, commandeur de l'ordre de Saint-Louis, et de Charlotte Louise de Cléron d'Haussonville. Elle était la petite-fille de Joseph Louis de Cléron d'Haussonville. Dont deux enfants ;
2. à Paris le 31 janvier 1857 avec Marie Jeanne Léontine de Nettancourt Vaubecourt (Nancy, 2 décembre 1832 - Paris 7e, 3 avril 1909), fille d'Etienne Gabriel Amé de Nettancourt Vaubecourt et de Marie Geneviève Joséphine d'Apremont. Sans enfant.

Dont :
- Roger de Clermont-Tonnerre, 7e duc de Clermont-Tonnerre, secrétaire d'ambassade, chevalier de la Légion d'honneur (Paris, 17 décembre 1842 - château d'Ancy le Franc, 10 juin 1910), marié le 4 août 1868 avec Françoise Béatrice de Moustier (4 décembre 1847 - 21 février 1914), fille de Léonel de Moustier, marquis de Moustier, député, ambassadeur de France, ministre des Affaires étrangères, et de la princesse Françoise Ghislaine de Mérode. dont postérité ;
- Mélanie de Clermont-Tonnerre (Paris, 13 janvier 1847 - Paris, 11 mai 1926), mariée à Paris 7e le 28 avril 1870 avec Amédée Eugène Louis de Lur-Saluces, conseiller-général et député de la Gironde (1839-1894). Sans postérité[4].